# بنزاتروپین
بنزاتروپین (انگلیسی: Benzatropine) که در ایالات متحده آمریکا و ژاپن به نام بنزتروپین شناخته می‌شود دارویی است که برای درمان نوعی اختلال حرکتی به دلیل داروهای ضد روان پریشی معروف به دیستونی و پارکینسونیسم استفاده می‌شود. این دارو برای دیسکینزی دیررس مفید نیست. از طریق دهان یا از طریق تزریق در ورید یا عضله مصرف می‌شود. اثر آن در عرض دو ساعت دیده می‌شود و تا ده ساعت ادامه دارد.
عوارض جانبی شایع عبارتند از خشکی دهان، تاری دید، حالت تهوع و یبوست. عوارض جانبی جدی ممکن است شامل احتباس ادرار، توهم، هیپرترمی و هماهنگی ضعیف باشد. مشخص نیست که آیا استفاده در دوران بارداری یا شیردهی ایمن است. بنزاتروپین یک داروی آنتی کولینرژیک است که با مسدود کردن فعالیت گیرنده استیل‌کولین موسکارینی عمل می‌کند.
بنزاتروپین در سال ۱۹۵۴ برای استفاده پزشکی در ایالات متحده تأیید شد. این دارو به عنوان یک داروی عمومی در دسترس است. در سال ۲۰۱۹، این دارو با بیش از ۲ میلیون نسخه، دویست و بیست و یکمین داروی رایج تجویز شده در ایالات متحده بود. این دارو با نام تجاری Cogentin به فروش می‌رسد.

## کاربرد پزشکی
بنزاتروپین برای کاهش عوارض جانبی اکستراپیرامیدال درمان ضد جنون استفاده می‌شود. بنزاتروپین نیز یک داروی خط دوم برای درمان بیماری پارکینسون است. لرزش را بهبود می‌بخشد و ممکن است سفتی و برادی‌کینزی را کاهش دهد. بنزاتروپین همچنین گاهی اوقات برای درمان دیستونی، یک اختلال نادر که باعث انقباض غیرطبیعی ماهیچه‌ها می‌شود و در نتیجه وضعیت‌های پیچ خورده اندام‌ها، تنه یا صورت به کار می‌رود.

## عوارض جانبی
عمدتاً آنتی کولینرژیک هستند:
- دهان خشک
- تاری دید
- تغییرات شناختی
- خواب‌آلودگی
- یبوست
- احتباس ادرار
- تاکی‌کاردی
- بی‌اشتهایی
- هذیان و توهم شدید (در صورت مصرف بیش از حد)[۱۰][۱۱]

در حالی که برخی از مطالعات نشان می‌دهند که استفاده از آنتی کولینرژیک‌ها خطر دیسکینزی دیررس را افزایش می‌دهد (یک عارضه جانبی طولانی‌مدت آنتی‌سایکوتیک‌ها)، مطالعات دیگر هیچ ارتباطی بین قرار گرفتن در معرض آنتی‌کولینرژیک و خطر ابتلا به دیسکینزی دیررس پیدا نکرده‌اند، هرچند علائم ممکن است بدتر شوند.
داروهایی که انتقال کولینرژیک را کاهش می‌دهند ممکن است ذخیره اطلاعات جدید در حافظه بلند مدت را مختل کنند. عوامل آنتی کولینرژیک همچنین می‌توانند درک زمان را مختل کنند.

## فارماکولوژی
بنزاتروپین یک عامل آنتی کولینرژیک/آنتی هیستامین با اثر مرکزی است. این دارو یک آنتاگونیست انتخابی گیرنده استیل کولین موسکارینی M1 است. بنزاتروپین تا حدی فعالیت کولینرژیک در گانگلیون‌های پایه را مسدود می‌کند و همچنین نشان داده شده‌است که در دسترس بودن دوپامین را با مسدود کردن بازجذب و ذخیره آن در مکان‌های مرکزی افزایش می‌دهد و در نتیجه فعالیت دوپامینرژیک را افزایش می‌دهد. مطالعات حیوانی نشان داده‌است که فعالیت آنتی کولینرژیک بنزاتروپین تقریباً نصف آتروپین است، در حالی که فعالیت آنتی هیستامینی آن به فعالیت مپیرامین نزدیک می‌شود. اثرات آنتی کولینرژیک آن از نظر درمانی در مدیریت پارکینسونیسم چشمگیر است. بنزاتروپین با اثر استیل کولین مخالفت می‌کند و عدم تعادل میان انتقال‌دهنده‌های عصبی استیل کولین و دوپامین را کاهش می‌دهد که ممکن است علائم بیماری پارکینسون اولیه را بهبود بخشد.
آنالوگ‌های بنزاتروپین مهارکننده‌های غیرعادی بازجذب دوپامین هستند که ممکن است آنها را برای افراد مبتلا به آکاتیزیا ثانویه پس از درمان آنتی‌سایکوتیک مفید کند.
بنزاتروپین همچنین به عنوان یک بازدارنده عملکردی اسید اسفنگومیلیناز (FIASMA) عمل می‌کند.
بنزاتروپین همچنین با یک رویکرد غربالگری با توان بالا، به عنوان یک عامل افتراق کننده قوی برای الیگودندروسیت‌ها شناسایی شده‌است که احتمالاً از طریق گیرنده‌های موسکارینی M1 و M3 کار می‌کند. در مدل‌های پیش بالینی مولتیپل اسکلروزیس، بنزاتروپین علائم بالینی را کاهش داد و میلیناسیون دوباره را افزایش داد.